# 裕民街道 (哈尔滨市)
裕民街道是中国黑龙江省哈尔滨市呼兰区下辖的一个街道。